# Калопедзаті
Калопедзаті (італ. Calopezzati, сиц. Calupezzatu) — муніципалітет в Італії, у регіоні Калабрія,  провінція Козенца.
Калопедзаті розташоване на відстані близько 450 км на південний схід від Рима, 80 км на північ від Катандзаро, 60 км на північний схід від Козенци.
Населення — 1354 особи (2014).
Щорічний фестиваль відбувається 2 квітня. Покровитель — San Francesco da Paola.

## Демографія
Населення за роками:

Станом на 1 січня 2023 року в муніципалітеті офіційно проживав 121 іноземець з 22 країн, серед них 77 громадян країн Євросоюзу та 4 громадяни України.

## Сусідні муніципалітети
- Каловето
- Кропалаті
- Крозія
- П'єтрапаола
- Россано